# فوتبال ایتالیا در ۲۰۱۶–۱۷ (میلادی)
فوتبال ایتالیا ۱۷–۲۰۱۶ صد و پانزدهمین فصل از رقابت‌های فوتبال در ایتالیا می‌باشد.

## صعودها و سقوط‌ها (فصل قبل)
تیم‌های صعود کرده به سری آ
- کروتونه
- کالیاری
- پسکارا

تیم‌های سقوط کرده از سری آ
- کارپی
- فروزینونه
- هلاس ورونا

تیم‌های صعود کرده به سری بی
- چیتادلا
- اسپال
- بن‌ونتو

تیم‌های سقوط کرده از سری بی
- کومو
- لیورنو
- مودنا

## تیم‌های ملی

### تیم ملی فوتبال ایتالیا

#### یورو ۲۰۱۶
| رتبه | تیم و         | بازی | ب | م | با | گ‌ز | گ‌خ | ت‌گ | امتیاز | صلاحیت             |
| ---- | ------------- | ---- | - | - | -- | -- | -- | -- | ------ | ------------------ |
| ۱    | ایتالیا       | ۳    | ۲ | ۰ | ۱  | ۳  | ۱  | ۲+ | ۶      | صعود به مرحله حذفی |
| ۲    | بلژیک         | ۳    | ۲ | ۰ | ۱  | ۴  | ۲  | ۲+ | ۶      | صعود به مرحله حذفی |
| ۳    | جمهوری ایرلند | ۳    | ۱ | ۱ | ۱  | ۲  | ۴  | ۲- | ۴      | صعود به مرحله حذفی |
| ۴    | سوئد          | ۳    | ۰ | ۱ | ۲  | ۱  | ۳  | ۲- | ۱      |                    |

اولین مسابقه در تاریخ ۲۴ خرداد ۱۳۹۵ برگزار میشود.
فرمت مسابقات

بلژیک - ایتالیا
| بلژیک | بازی ۱۰ | ایتالیا |
| ----- | ------- | ------- |
|       | گزارش   |         |

ایتالیا - سوئد
| ایتالیا | بازی ۱۹ | سوئد |
| ------- | ------- | ---- |
|         | گزارش   |      |

ایتالیا - جمهوری ایرلند
| ایتالیا | بازی ۳۵ | جمهوری ایرلند |
| ------- | ------- | ------------- |
|         | گزارش   |               |